# سابولش بارنا
سابولش بارنا (بالمجرية: Barna Szabolcs)‏ هو لاعب كرة قدم مجري في مركز الوسط، ولد في 27 أبريل 1996 في دبرتسن في المجر. لعب مع Nyíregyháza Spartacus FC ‏.

## وصلات خارجية
- سابولش بارنا على موقع الاتحاد الأوربي (الإنجليزية)
- سابولش بارنا على موقع اتحاد المجر (الهنغارية)
- سابولش بارنا على موقع قاعدة بيانات كرة القدم.إي يو (الإنجليزية)
- سابولش بارنا على موقع Soccerway.com (الإنجليزية)